# Betlem (possessió)
Betlem és una possessió del terme de Llucmajor, Mallorca. Està situada a la marina, entre les possessions de Capocorb Vell i s'Àguila d'en Quart; la carretera del Cap Blanc (Ma-6014), que la separa de la possessió d'es Cap Blanc i la costa. Abans s'anomenava rafal del Turc. Té 785 quarterades d'extensió.

## Construccions
Les cases de la possessió estan constituïdes per diversos bucs adossats i disposats en "L" davant la carrera. Els bucs integren l'habitatge humà i dependències agropecuàries: colomer, estables i pallissa. L'habitatge humà té dues altures, planta baixa i pis superior. La façana principal, orientada al migjorn, distribueix les obertures asimètricament. S'accedeix a la planta baixa per un portal d'arc de mig punt amb dovelles i carcanyols, i finestrons atrompetats. Al pis superior s'obrin una sèrie de finestres, totes amb ampit motllurat. Un rellotge de sol del 1885 se situa sobre una de les cadenes cantoneres que limita la façana principal de l'habitatge. La coberta exterior és de dos aiguavessos amb teula àrab limitada al frontis per cornisa plana. Aïlladament, al voltant dels bucs principals, se situen altres instal·lacions per a usos agrícola-ramaders: un forn, una portassa i una pallissa dintre un mateix bloc, estables i sestadors. Com a instal·lacions hidràuliques hi ha un abeurador, un aljub i una cisterna.

## Jaciments arqueològics
A Betlem hi ha diversos jaciments arqueològics prehistòrics no excavats.